# 福島県道377号八溝山線
福島県道377号八溝山線（ふくしまけんどう377ごう やみぞやません）は、福島県東白川郡棚倉町を通る一般県道である。

## 路線概要

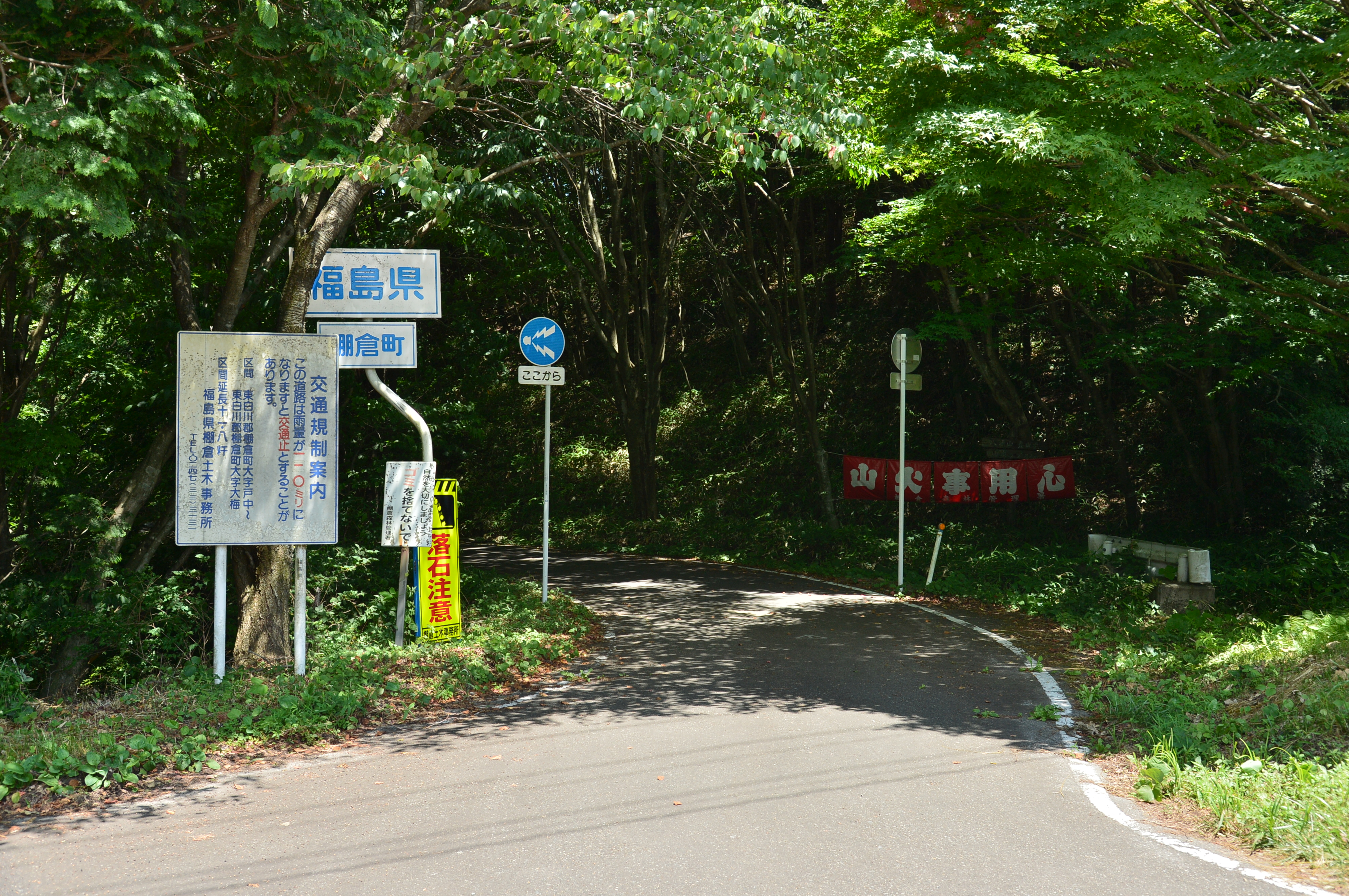
福島県道377号八溝山線の終点（福島県東白川郡棚倉町大字戸中）

- 起点：福島県東白川郡棚倉町戸中字那須道（栃木県大田原市県境・八溝林道交点ロータリー）
- 終点：福島県東白川郡棚倉町大梅字段河内
- 総延長：13.595 km[1]
  - 実延長：総延長に同じ
- 路線認定年月日：1985年1月4日[2]

久慈川水系中ノ沢、及び久慈川上流部に沿い、八溝山中と棚倉町を結ぶ県道である。県道指定以前は中ノ沢林道として供用されていた。

### 道路施設
大沢橋
- 全長：15.2m
- 幅員：3.4m
- 竣工：1956年[3]

大梅字入梅平にて一級水系久慈川を渡る。

### 冬季交通不能区間
- 東白川郡棚倉町戸中字那須道国有林～東白川郡棚倉町大梅字久慈川国有林（延長10.5km）[4]

## 通過する自治体
- 福島県
  - 東白川郡棚倉町

## 交差する道路
- 福島県道60号黒磯棚倉線（大梅字段河内 終点）

## 沿線
- 奥久慈県立自然公園
- 久慈川
  - 中ノ沢